# Запрошення

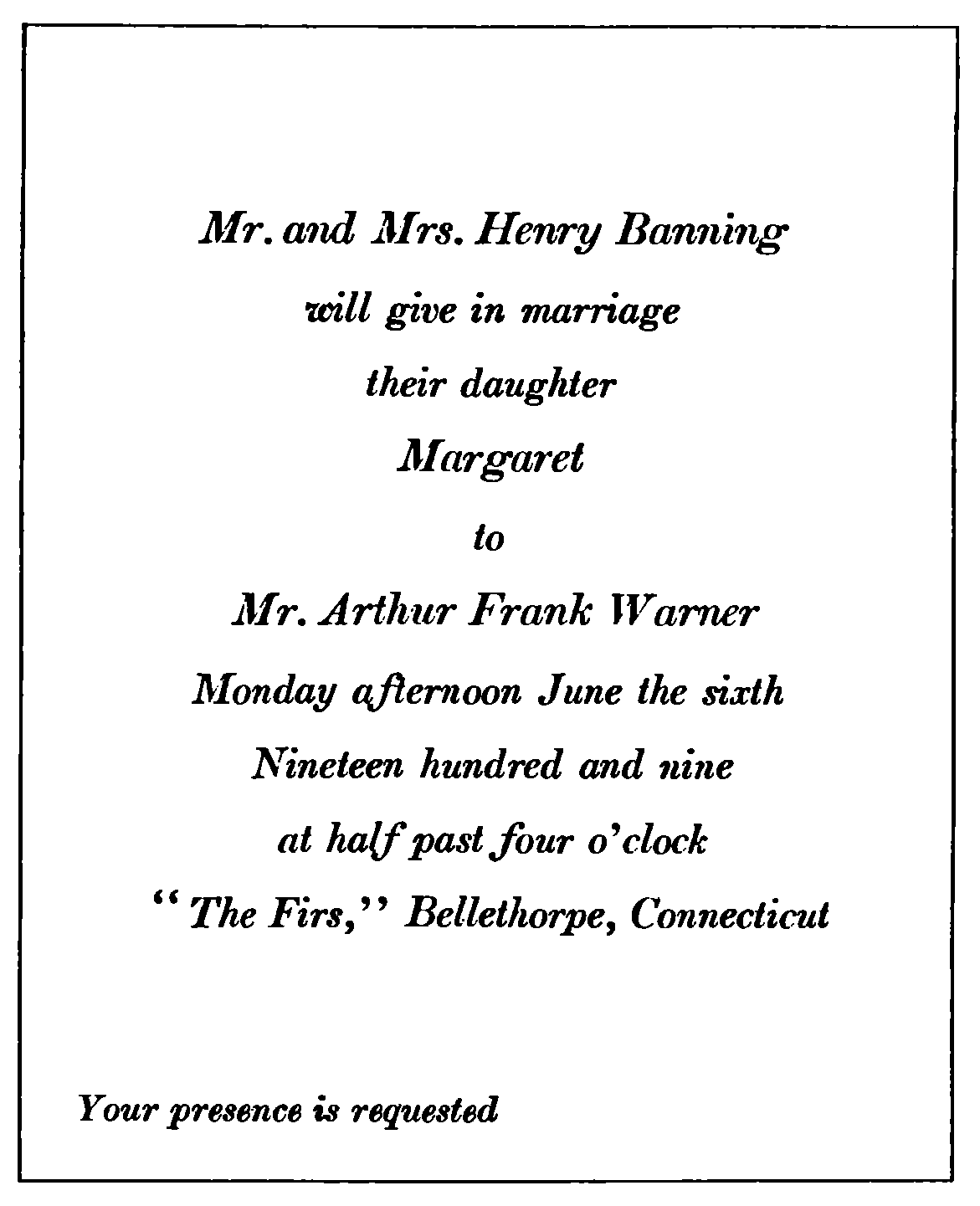
Запрошення на весілля.

Запрóшення — коротке повідомлення про якусь подію і запрошення взяти в ній участь. Суто ділові (на конференцію, форум, з'їзд, нараду, презентацію, виставку тощо) пишуться на фірмових бланках, а до культурно-мистецьких заходів часто виготовляють спеціально художньо оформлені запрошення.